# アルテルモンディアリスム
アルテルモンディアリスム（フランス語: Altermondialisme、英語: Alter-globalization）とは、アメリカ主導の新自由主義とは異なり、政治・経済・社会などにおける人権、民主主義、平和、社会的公正の構築などのグローバル化を模索・推進する諸運動の総称。
一般的には、左翼に分類される考え方である。
この運動の参加者はアルテルモンディアリスト（仏: altermondialiste）と呼ばれる。

## 反グローバリゼーション運動との差
日本だけに限らず、英語圏などでもこれらの運動は反グローバリゼーションと混同されることが多いが、「反グローバリゼーション」はグローバリゼーション自体を否定する動きになり、過激なナショナリズムと混同される恐れがある。
そうではなく、グローバリゼーション自体には肯定する立場を取る（たとえばインターネットの普及による国際通信の簡便化など）が、弱者を危害する新自由主義的なグローバリゼーションではなく、弱者を擁護する社会正義に見合ったグローバリゼーションを推進してゆこうという意味を込めて、2001年1月25日に結成された世界社会フォーラムのスローガンである「もう一つの世界は可能だ」（仏Un autre monde est possible, 英Another world is possible）からアルテルモンディアリスムという単語が作られた。特にフランスのメディアで多用されている。